# Oxyanthus
Oxyanthus là một chi thực vật có hoa trong họ Thiến thảo (Rubiaceae).

## Loài
Chi Oxyanthus gồm các loài: